# الصوفية (القحطانية)
الصوفية قرية سورية تقع في ناحية القحطانية التابعة لمنطقة القامشلي في محافظة الحسكة، شمال شرقي سوريا. أُسست عام 1943م على يد الشيخ ملا حسين الحميد من قبيلة الجوالة الطائية، وتبعد نحو 13 كم جنوب مدينة القحطانية. تُعد القرية منطقة زراعية ذات تربة خصبة، ويزرع سكانها محاصيل القمح والشعير والعدس وأشجار العنب ويمر شرقيها وادي عباس.